# Arts et Métiers ParisTech
Die Arts et Métiers ParisTech (früher: École Nationale Supérieure d’Arts et Métiers, ENSAM) zählt zu den Elitehochschulen Frankreichs. Die Arts et Métiers ist für ihr dreijähriges Ingenieurstudium, dem cursus étudiant ingénieur généraliste bekannt, ein Studium, welches sehr maschinenbaulastig ist, aber den Anspruch hat Universalingenieure auszubilden. Dieser Studiengang ist sowohl zahlen- als auch prestigemäßig der mit Abstand wichtigste Studiengang der ENSAM. Die Gadz'Arts sind die bekannte Studentenverbindung der ENSAM. Fast alle Studenten dieses Studienganges (dessen didaktisches Programm seit 2004 die Formation d’Ingénieur en Technologie pour l’Europe (FITE) genannt wird) sind Mitglied der Gadz'Arts. Studenten anderer Studiengänge sind von der regulären Aufnahme in die Verbindung ausgeschlossen. Die Aufnahmerituale der Gadz'Arts zu Studienbeginn sind exemplarisch immer wieder Thema der französischen Presse über die an vielen Elitehochschulen existierende Phase de transmission de valeur (PTV), oder auch die gesetzlich verbotene Bizutage (dt. Schändung). Neben dem klassischen cursus étudiant als Elitehochschulausbildung gibt es mittlerweile auch die Möglichkeit in dualer Ausbildung oder in militärisch dualer Ausbildung ingénieur généraliste zu werden, diese Wege stehen in der Reputation deutlich hinter dem klassischen Weg zurück. Daneben bietet die Arts et Métiers aber auch zweijährige Masterstudiengänge sowie Promotionsstudiengänge an.

## Geschichte

### Gründung 1778 bis zum Tod des Grafen 1827

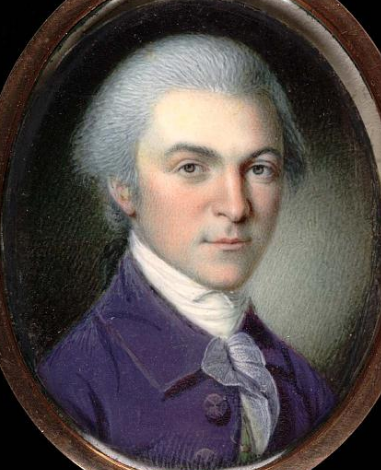
Duc de La Rochefoucauld-Liancourt, Begründer der ENSAM

Inspiriert von seinen Reisen in Deutschland und England und dem damit verbundenem Studium der dortigen Industrie, gründete Graf François Alexandre Frédéric, duc de La Rochefoucauld-Liancourt 1778 in Liancourt eine Berufsschule für die französische Industrie. In dieser Berufsschule wurde eine praktische Berufsausbildung mit einer Allgemeinbildung verbunden. Nachdem der Herzog im Jahre 1792 aus Frankreich vor der Revolution floh, wurde diese Berufsschule nach Compiègne verlegt und an die Prytanée national militaire – eine französische Militärschule – angeschlossen. Napoléon Bonaparte verhalf der Berufsschule im Jahr 1803 wieder zur Eigenständigkeit und verlieh ihr den Namen École Imperial d’Arts et Métiers. Die Lehrpläne wurden von Gelehrten wie Louis Monge, Pierre-Simon de Laplace und Claude-Louis Berthollet entworfen. 1804 wird ein weiterer Campus in Beaupréau gegründet. 1806 wurde die Berufsschule von Compiègne nach Châlons-sur-Marne in ein beschlagnahmtes Kloster verlegt. Dort besteht bis heute der älteste Campus der ENSAM.
Aufgrund dieser Tatsache wird das Datum der Gründung der ENSAM oft fälschlich mit 1806 angegeben. Der Graf wurde zum Generalaufseher der ENSAM ernannt. Kurz darauf wurde der zweite Campus von Beaupréau nach Angers in die Abbaye de Ronceray verlegt. Der campus von Angers besteht bis heute. 1823 wurde der Graf zum Rücktritt von seiner Führungsposition innerhalb der ENSAM gedrängt. Er verstarb 2 Jahre später.

### 1828 bis zum Zweiten Weltkrieg
Am 22. Mai 1843 beschloss das französische Parlament die Errichtung eines Campus in Aix-en-Provence. Dieser Campus besteht bis heute. 1847 wurde nach mehreren Anläufen und gegen den Widerstand der Hochschuladministration die Société des Anciens Élèves (SOCE) gegründet, welche jedoch erst in den 1860ern öffentlich auftrat. Weitere Campusse die alle bis heute bestehen wurden in den Folgenden Jahren gegründet: Lille 1900, Cluny 1901, Paris 1912.

### Nach dem Krieg bis heute
In den beiden Weltkriegen kam der Unterricht an der ENSAM zum großen Teil zum Erliegen. Fast alle Studenten leisteten Kriegsdienst. Hiervon zeugen die Gedenktafeln mit den Namen der gefallenen Studenten in den vor dem Krieg gegründeten Campussen. Im Jahre 1963 wurde der Campus in Bordeaux gegründet.
1993 kam es zu dem Entschluss in Metz einen deutsch-französischen Campus der ENSAM zu gründen. Dieser Campus wurde 1997 eröffnet. Zielsetzung war einen Campus mit einem hohen Anteil an deutschen Studenten zu haben. Gleichzeitig wurde das Doppeldiplom mit Karlsruhe begründet. Karlsruhe wurde hierbei von Seiten der Studentenverbindung inoffiziell als neunter Campus gesehen, da die ENSAM bis 2012 ihren Studenten anbot ihre ersten 2 Jahre im cursus étudiant ingénieur généraliste in Karlsruhe abzuleisten und es daher auch eine PTV und „Karlsruher Jahrgänge“ der ENSAM gab. Die Entwicklung des Metzer Campusses als „deutsch-französisch“ blieb weit hinter den Erwartungen zurück. So waren zwischen 2012 und 2017 jedes Jahr weniger als 5 deutsche Studenten pro Jahrgang an der ENSAM.

## Studium

### Étudiant Ingénieur Géneraliste
Die Bewerber für die gut 1100 Studienplätze, die jährlich vergeben werden, müssen sich einem Aufnahmewettbewerb (concours) unterziehen. In aller Regel haben sie zuvor zwei Jahre Vorbereitungsklassen (classes préparatoires) absolviert, die an ausgewählten Gymnasien für ihrerseits schon ausgewählte Abiturienten angeboten werden. Die ENSAM rekrutiert Studenten aus unterschiedlichen den Prépas PSI, PT, MP, PC und deren zahlreichen Variationen. Am Concours können auch Ausländer teilnehmen. Ein Teil davon (die meist aus ehemaligen französischen Kolonien oder Protektoraten stammen und entweder dort oder in Frankreich Vorbereitungsklassen besucht haben) nimmt am Concours wie die Franzosen teil, die anderen werden in ihren Universitäten der ganzen Welt ausgewählt und konkurrieren in einem Concours international um die wenigen Plätze.
Momentan wird die Studienordnung des Studiengangs Formation d’Ingénieur en Technologie pour l’Europe kurz FITE genannt. Diese Studienordnung wird, im Gegensatz zu der üblichen seltenen Überarbeitungen an deutschen Universitäten, jährlich überarbeitet.

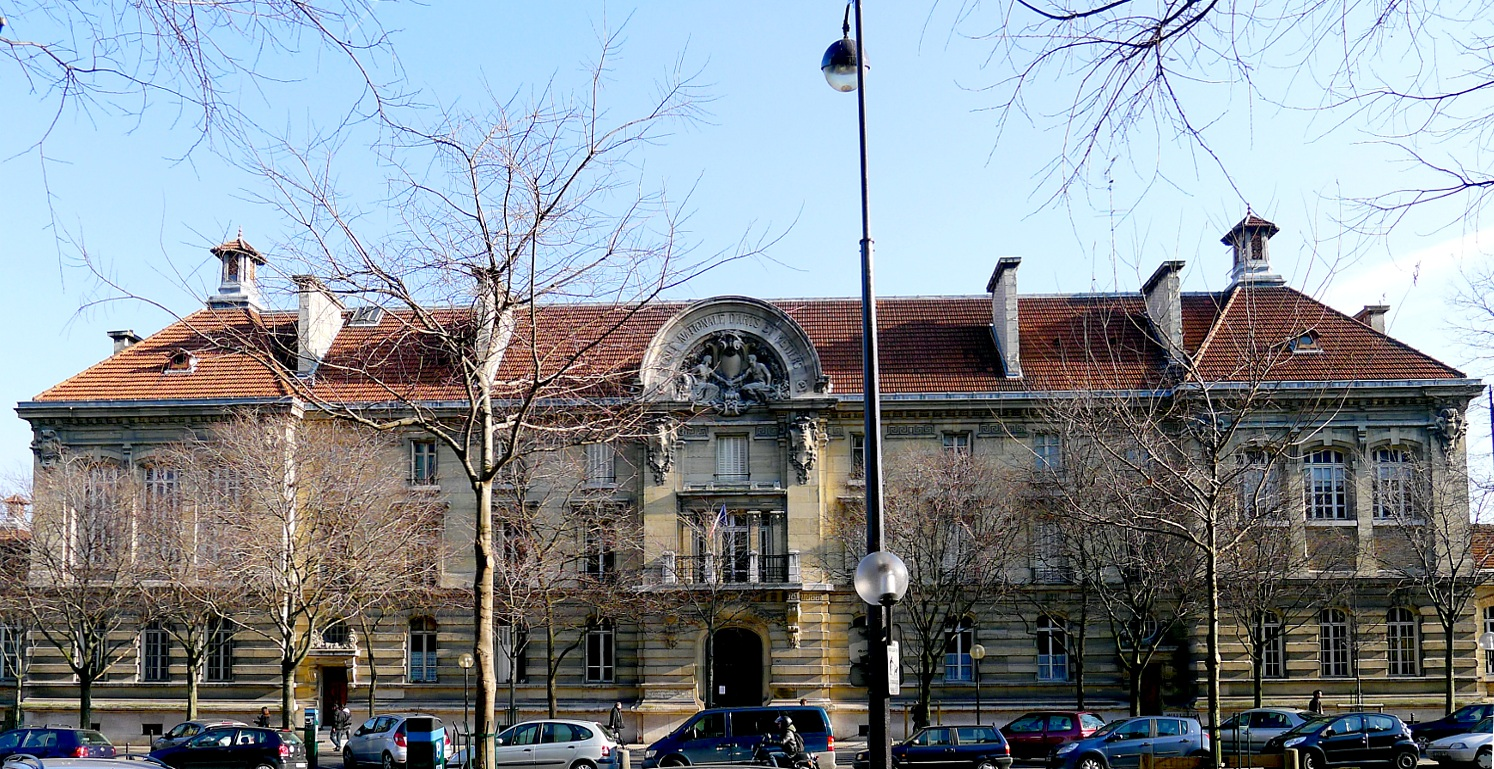
Paris campus (1912)
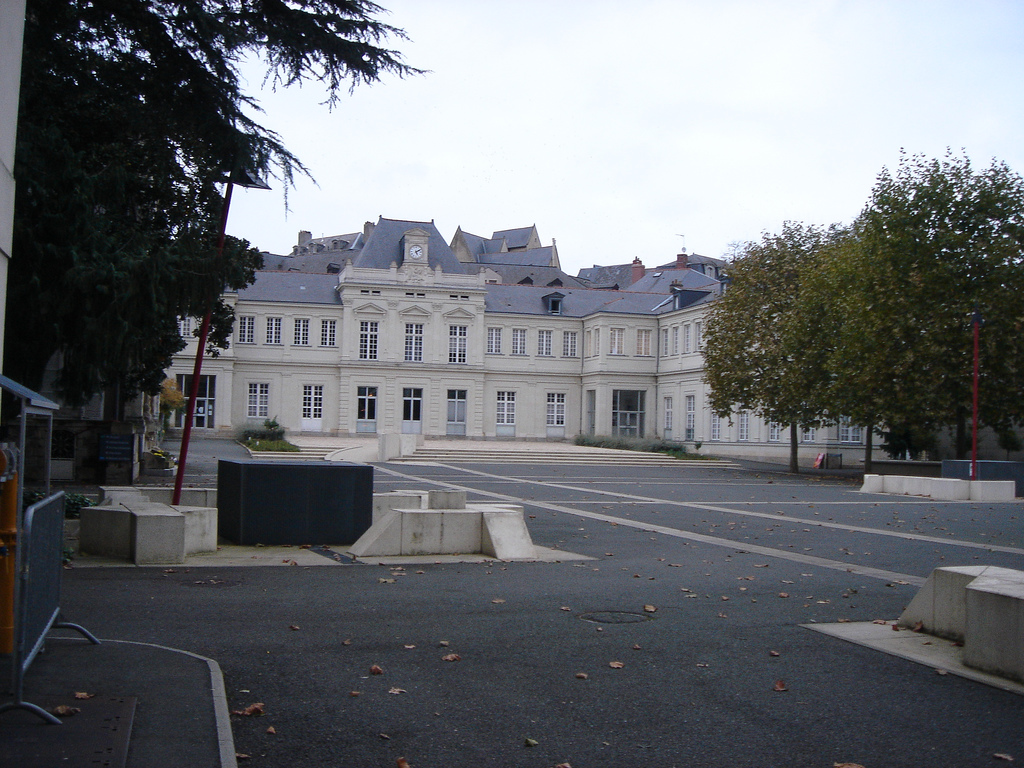
Angers campus (1815)
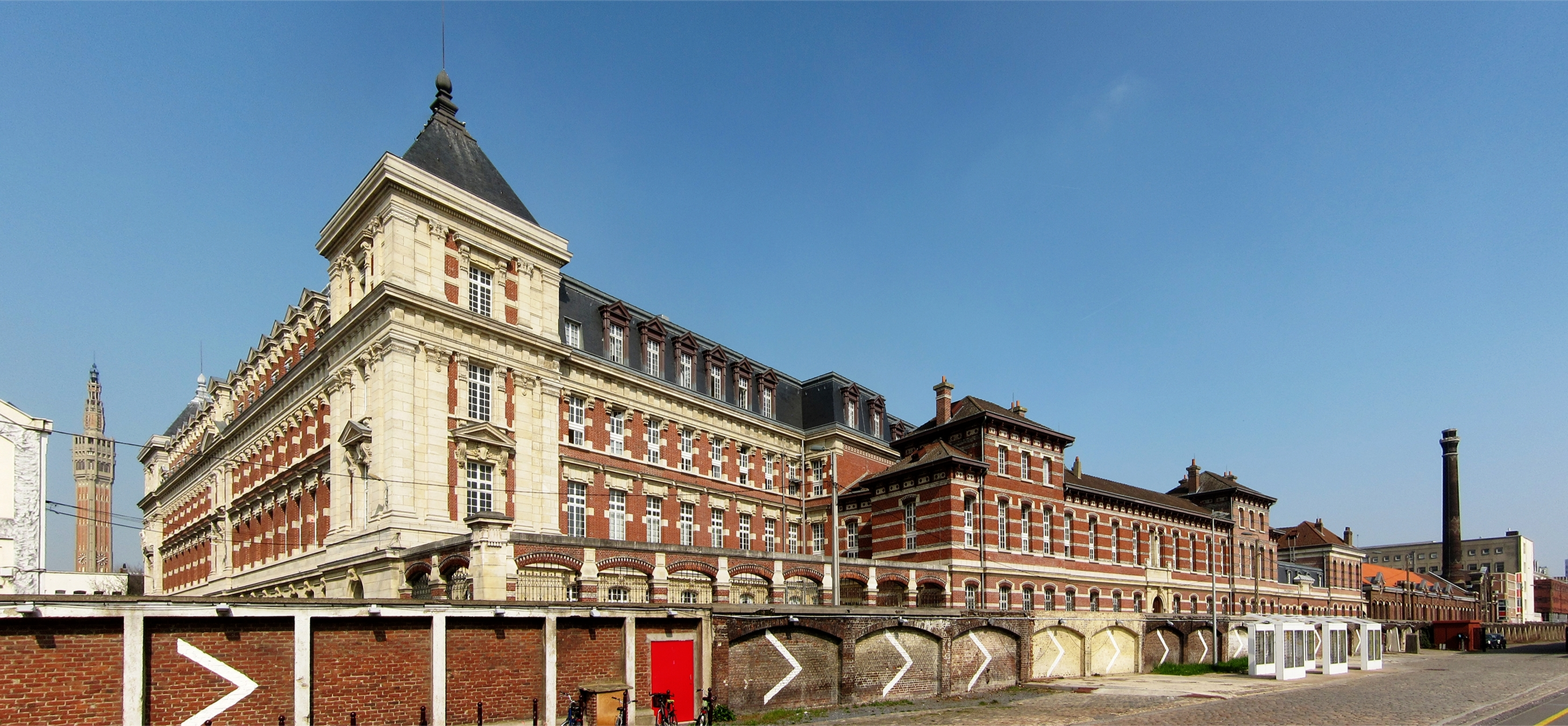
Lille campus (1900)
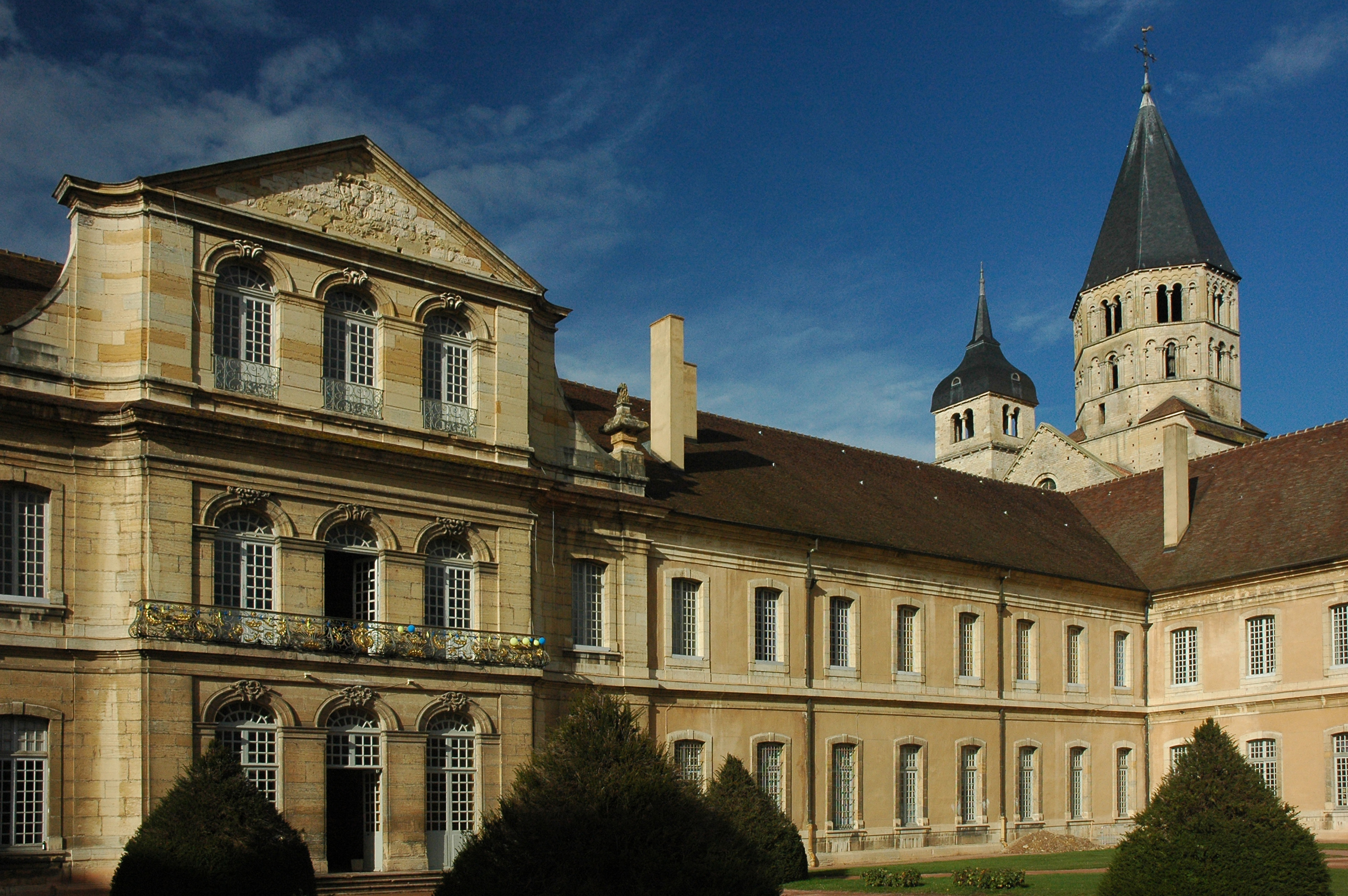
Cluny campus (1901)
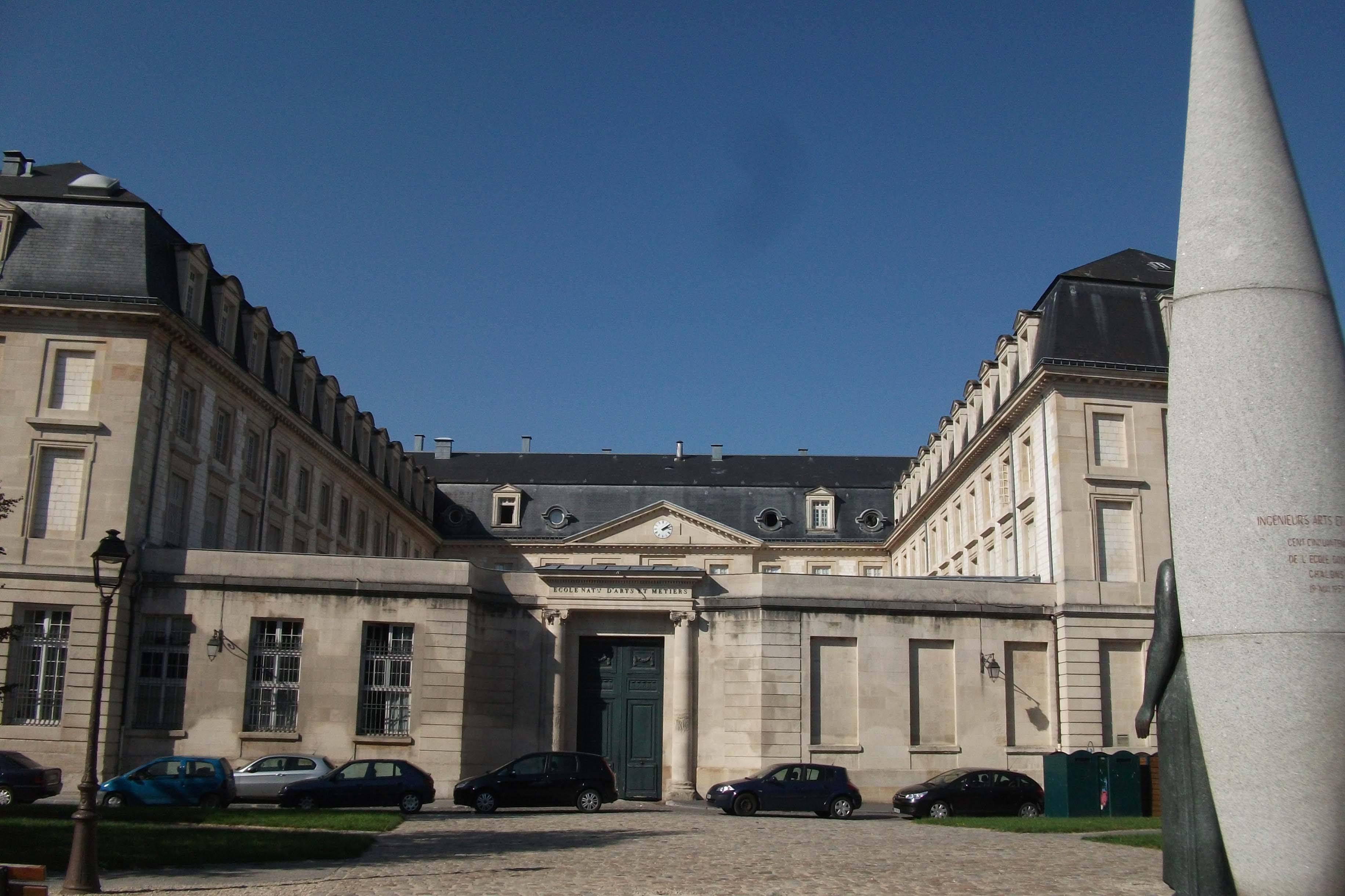
Châlons-sur-Marne campus (1806)
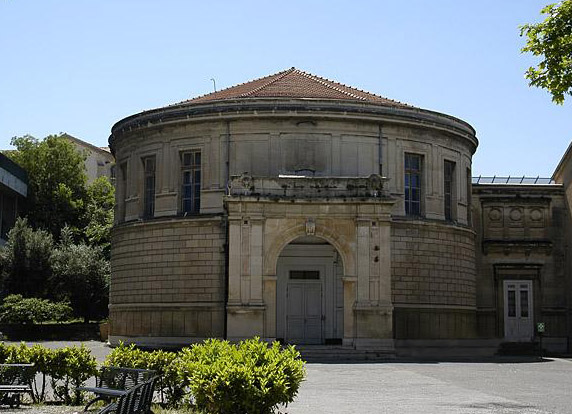
Aix-en-Provence campus(1843)

## Fachbereiche von Arts et Métiers ParisTech
Der Schwerpunkt der ENSAM liegt auf der Fertigungstechnik. Hierfür ist jeder Campus mit vielen Fertigungsmitteln eingerichtet. Jeder Campus hat seine Spezialität und Ausrichtung. Die Ausrichtung des Campusses Metz ist z. B. die Automobilität. Die lokalen Zentren der ENSAM sind oft in lokalen Forschungsgemeinschaften mit den Universitäten und Instituten vor Ort eingebettet.
Die drei Hauptfachbereiche verteilen sind:
- Mechanik, Materialien, Prozesse
  - Urformende Fertigungsverfahren
    - Gießen metallischer Werkstoffe. Formenbau mit Sand ohne Bindemittel
    - Additive Fertigung von Polymeren
    - Spritzgießen

  - Fügende Fertigungsverfahren
    - Metallschutzgasschweißen
    - Gasschmelzschweißen
    - Hartlöten

  - Trennende Fertigungsverfahren
    - Zerspanen mit geometrisch bestimmter Klinge
    - thermisches Trennen
      - Brennschneiden
      - Plasmabrennschneiden
- Strömungslehre, Energietechnik, Thermodynamik
- Produktdesign, Sicherheitsrisiko, Entscheidungsfindung

## Studentenverbindung

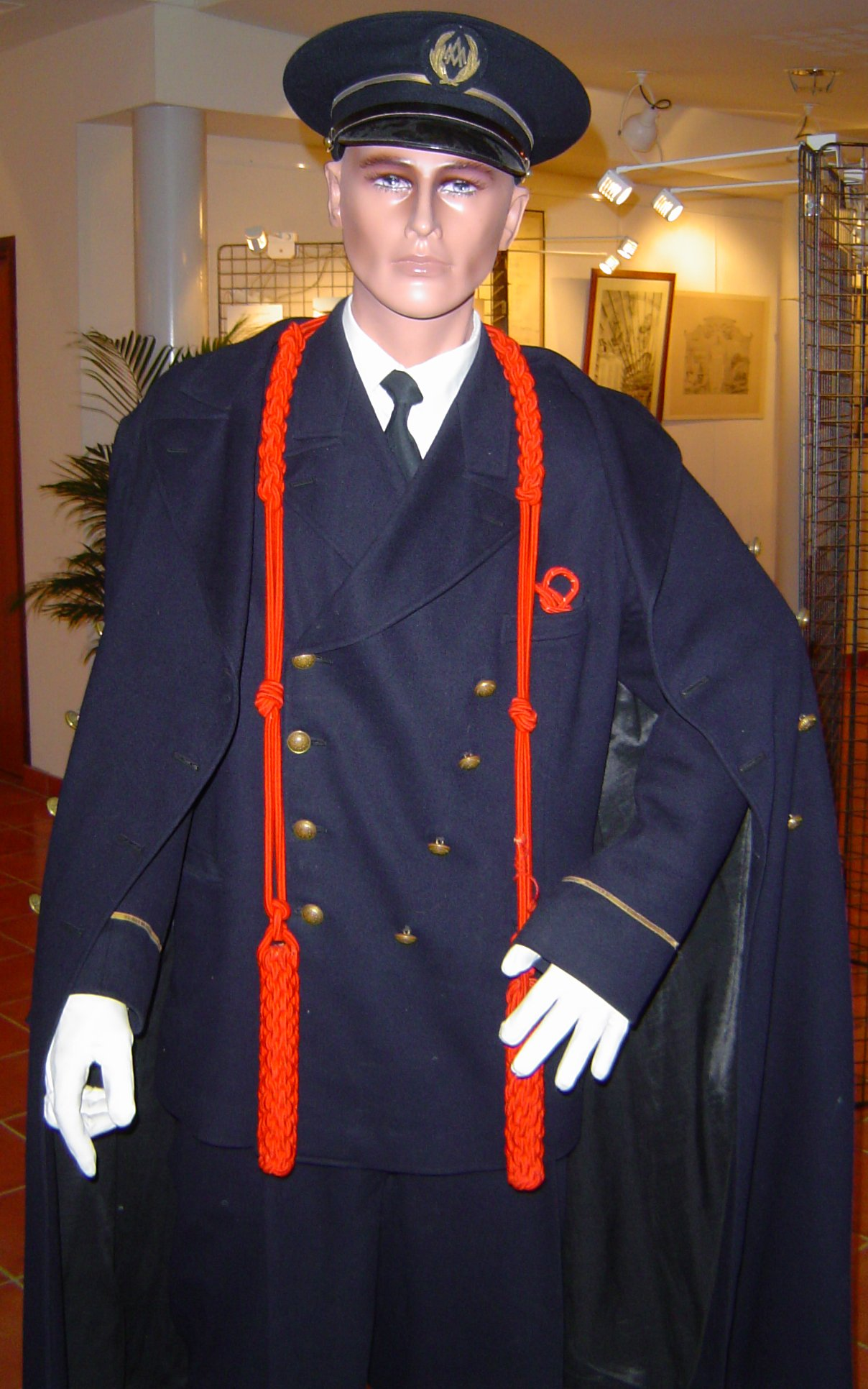
Aktuelle Uniform eines Studenten im zweiten Jahr

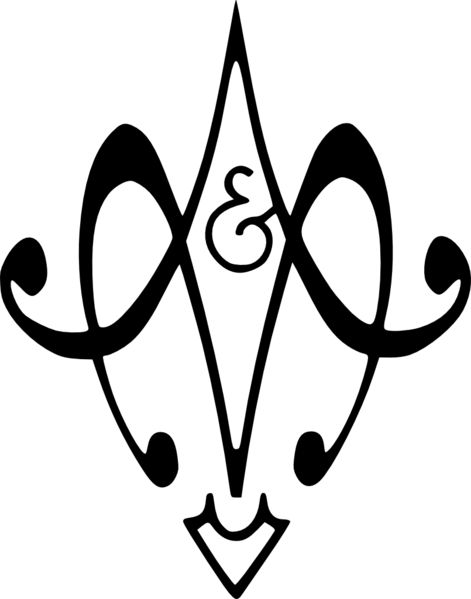
Altes Logo der ENSAM, wie es immer noch von der Studentenverbindung benutzt wird

### Organisation
Der Großteil der Studenten ist Mitglied der Gadz'Arts (von Garçon des Arts et Métiers), manchmal auch weiter auf Gadz abgekürzt. In dieser Vereinigung sind auch 30.000 ehemalige Studenten der Arts et Metiérs. Die Gadz'Arts sind damit eine der größten Studentenverbindungen der Welt. Der Jahrgang 2017 wird voraussichtlich der Jahrgang, in dem die Anzahl der Gadz'Arts (verstorbene Mitglieder hinzu gezählt) 100.000 überschreitet. Es gibt organisatorisch eine Trennung zwischen noch studierenden Gadz'Arts, den PG (petit gadz) und den nicht mehr studierenden Gadz'Arts den Archis (von archive). Die PG sind in der union des élèves des Arts et Métiers, welche sich aus Untervereinen an jedem Campus zusammensetzt, organisiert. Die Archis sind oft Mitglied in der Soce, der Société des ingénieurs Arts et Métiers.

### Kultur
In der Verbindung sollen den neuen Studenten neben den fachlichen Kompetenzen, die sie an der Hochschule erwerben, auch gesellschaftliche Werte, wie z. B. Brüderlichkeit vermittelt werden. Die Weitergabe dieser Werte erfolgt zu Studienjahresbeginn in einer „Werteweiterreichungsperiode“, der PTV (période de transmission des valeurs) an die Erstsemester. Die PTV ist oft Thema von scharfer Kritik in den Medien und unterliegt gesetzlichen Spezialvorschriften wird vom französischen Bildungsministerium überwacht. Die PTV gestaltet sich je nach Campus unterschiedlich. Charakteristisch für die Gadz'Arts ist die Uniform, welche an eine Marineuniform aus dem 19. Jahrhundert erinnert. Diese Uniform wird jedoch nur zu offiziellen Anlässen getragen. Daneben gibt es die inoffizielle Uniform, die aus einem breiten Spektrum aus Kitteln mit abgerissenen Knöpfen besteht. Die weitest verbreitete Variante für die Studenten des ersten und zweiten Jahrgangs ist ein grauer Mantel der Biaude genannt wird und individuell von den Studenten in Handarbeit dekoriert wird.

#### Sprache
Die Gadz'Arts sprechen einen Soziolekt das Argadz (Kofferwort aus Argot und Gadz'Arts). Argadz zeichnet sich dadurch aus, dass Französisch als Basis dient, das Vokabular jedoch stark durch Begriffe mit zum Teil unbekannten Ursprungs erweitert wird. Ein charakteristisches Merkmal ist das Abkürzen von Wörtern (bis zur Unkenntlichkeit) und die für das Französische unübliche totale Substantivierbarkeit und Desubstantivierbarkeit aller Argadz-Wörter. Das Argadz dient der Ausgrenzung von Nicht-Gadz'Arts und soll Außenstehenden das Verstehen der gadzartsinternen Kommunikation erschweren sowie auch einen humoristischen Effekt haben.

#### Liedgut
Jeder Campus der ENSAM hat mindestens eine Hymne. Darüber gibt es eine Hymne der Gadz'Arts sowie weiteres Liedgut zu diversen Themen. Diese Lieder werden i. d. R. während der PTV von den Studenten des ersten Semesters auswendig gelernt. Die Lieder werden zu festlichen Anlässen öffentlich in einer Monome dargeboten. Dabei marschieren die Studenten in einer Reihe im Gleichtakt und Singen dazu die Lieder.

## Internationale Zusammenarbeit
Die Studierenden können ein Semester ihres Studiums an ausländischen Spitzen-Universitäten verbringen. Darunter das Karlsruher Institut für Technologie (KIT), die Technische Universität Dresden, das Georgia Institute of Technology (Georgia Tech), das Massachusetts Institute of Technology (MIT), die University of California Berkeley, die Universität Tsinghua, das Politecnico di Milano (NUS), das Tokyo Institute of Technology, die Universidad Politecnica de Cataluna. Die Studenten dieser Hochschulen können im Gegenzug auch Semester an der Arts et Métiers verbringen. Mit vielen dieser Universitäten bestehen Doppeldiplome.

### Deutsch-französisches Doppeldiplom
Um den deutsch-französischen Austausch zu stärken, wurde 1996 der Campus in Metz Technopôle als Standort nahe der deutschen Grenze errichtet. Die deutschen Studenten des Doppeldiploms (heute an den deutschen Universitäten B. Sc. & M. Sc.) beginnen ihr Studium nach dem Vordiplom an diesem Campus. In der Metz Technopôle befindet sich auch die europäische Außenstelle der Georgia Tech. Für die deutschen Studenten gibt es für das Doppeldiplom von Karlsruhe bzw. Dresden zwei Möglichkeiten. Gruppe A: Man studiert das dritte und vierte Studienjahr (d. h. 3. Jahr B. Sc. und 1. Jahr M. Sc.) an der Arts et Métiers und kann sein Studium mit einem halben Jahr extra Regelstudienzeit in Karlsruhe/Dresden nach 5,5 Jahren beenden. Gruppe B Man kann die letzten anderthalb Jahre (d. h. 9. – 11. M.Sc.) des Studiums in Frankreich absolvieren. Früher gab es für die Studenten der Arts et Métiers auch die Möglichkeit nach Bestehen des Concours direkt am KIT zu beginnen. Diese Möglichkeit existiert derzeit nicht. Für die französischen Studenten existiert nur Möglichkeit Gruppe B. Sie wechseln mit ihren deutschen Kommilitonen gemeinsam in das 3. Mastersemester an die deutsche Hochschule.
Die Absolventen des Doppelabschlussprogramms erhalten die akademischen Grade « Diplôme d’ingénieur d’Arts et Métiers ParisTech », Bachelor of Science und Master of Science, wobei der Bachelor of Science nur den am KIT beginnenden Studenten vorbehalten ist.

## Ehemalige Studenten
- Émile Delahaye, 1859 Angers, Gründer der Automarke Delahaye
- Louis Delâge, 1890 Angers, Gründer der Automarke Delage
- Paul-Louis Merlin, 1898 Aix, Gründer des Unternehmens Merlin Gerin
- Gaston Gerin, 1906 Aix, Co-gründer des Unternehmens Merlin Gerin
- Eugène Houdry, 1908 Châlons, Erfinder der Autoabgaskatalysators und des FCC Verfahren
- Marius Lavet, 1910 Cluny, Erfinder des Lavet-Schrittmotors, der in Quarz- oder Funkuhren verwendet wird
- Marcel Môme, 1917 Cluny, Gründer der Firma Sagem
- René Couzinet, 1921 Angers, Luftfahrtpionier und Flugzeugbauer
- Pierre Angénieux, 1925 Cluny, Gründer des Unternehmens Angénieux, Hersteller von Objektiven und optischen Geräten
- Pierre Bézier,1927 Paris, Erfinder der Bézierkurve, in CAD systeme und Vektorgrafiken genutzt
- Henri Verneuil, 1940 Aix, französischer Regisseur, Drehbuchautor und Filmproduzent
- Roland Vardanega, 1961 Cluny, ehemaliger Vorstandsvorsitzender der PSA Peugeot Citroën
- Jean-Michel Jalinier, 1971 Angers, von 2012 bis Juli 2014 Präsident der Renault Sport F1
- Eric Benhamou, 1972 Aix, ehemaliger Vorstandsvorsitzender 3Com (palm) 1990–2000
- Jean-François Dehecq, 1958 Lille, Gründer und Vorstandschef von Sanofi-Aventis bis 2010
- Jean-Lou Chaneau, 1972 Lille, von 2006 bis 2013 Präsident des California Institute of Technology.